# Rodrigo Bueno
Rodrigo Tadeu Guerra Bueno (São Paulo, 27 de outubro de 1972) é um jornalista e colunista esportivo brasileiro.

## Carreira
Formou-se em Jornalismo pela PUC-SP. Também cursou Esporte na USP.
Participou do Curso Abril de Jornalismo em dezembro de 1994 para depois se tornar repórter do periódico Folha de S.Paulo em janeiro de 1995.
Na Folha, em 1997, começou a escrever a coluna especializada em futebol internacional no caderno Esporte. Ainda pelo jornal paulista, foi enviado para várias coberturas de grandes eventos internacionais: as Copas do Mundo de 2002, 2006 e 2010, as Olimpíadas de 1996 em Atlanta, a Eurocopa de 2004, em Portugal, a Copa América de 2007, na Venezuela, e a de 2011, na Argentina, as finais da Champions League em 2008, 2010 e 2011, os Mundiais de Clubes de 2005 e 2011, no Japão, e diversas eleições, sorteios e premiações da Fifa, na Suíça, e da Conmebol, no Paraguai.
Durante mais de dez anos trabalhou como comentarista nos canais ESPN, atuando em praticamente todos os programas do canal. Participava mais regularmente do Futebol no Mundo e do Pontapé Inicial, na ESPN Brasil, além do É Rapidinho, na ESPN.
Em janeiro de 2012, foi contratado como comentarista do Fox Sports Brasil, no Rio de Janeiro. Nesse canal, em que ele esteve desde o início das operações no dia 5 de fevereiro de 2012, comentou as Copas do Mundo de 2014, no Brasil, e de 2018, como enviado à Rússia, além das Olimpíadas do Rio de Janeiro, em 2016. Também foi enviado como comentarista para outros grandes eventos, como a final da Libertadores de 2012 entre Corinthians e Boca Juniors, na Bombonera, e o clássico entre Real Madrid e Barcelona em 2015, no Santiago Bernabéu, pelo Campeonato Espanhol. Atuou em praticamente todos os programas do FOX Sports. Foi um dos comentaristas fixos do programa Raio Fox, uma radiografia do futebol com análises, dados e estatísticas.

## Futebol
Rodrigo é neto de espanhol. Seu avô materno, Manuel Guerra y Guerra, é galego e ajudou a fundar o Galícia Esporte Clube, de Salvador, no início da década de 1930. Porém seu interesse em futebol internacional veio em especial do Campeonato Italiano, durante a década de 1980, e da Seleção Neerlandesa, campeã da Eurocopa em 1988.
Depois de ingressar na carreira jornalística em 1995, especializou-se em futebol internacional com a coluna escrita no caderno Esporte da Folha de S. Paulo entre 1997 e 2012. Ajudou a difundir o futebol internacional na imprensa brasileira, sendo o criador do Ranking Folha do Futebol Mundial, em 2002, e tendo participação importante na popularização da Premier League no país com a cobertura e as transmissões do Campeonato Inglês nos canais ESPN no começo dos anos 2000 (ele já comentou mais de 20 temporadas da Premier League na TV brasileira).
As primeiras experiências de Rodrigo Bueno na televisão foram no programa Esporte Polêmica, no CBI (Canal Brasileiro da Informação), em 1997, e na UNITV. Comentou a temporada 1998–99 da Liga dos Campeões da UEFA pela TV Cultura da Fundação Padre Anchieta. No dia 18 de maio de 2002, no UOL, comentou a primeira partida da história da seleção brasileira transmitida pela internet: Catalunha 1–3 Brasil, no Camp Nou.
Entre 2000 e 2012, foi comentarista dos canais ESPN e ESPN Brasil. Costumava se concentrar mais nas transmissões da Premier League, do Campeonato Espanhol e da Liga dos Campeões, comentando também jogos da Liga Europa, da Copa da África, das eliminatórias da Copa do Mundo, do Campeonato Italiano e do Campeonato Holandês. Participou de quase todos os programas dos canais ESPN, tais como Pontapé Inicial, É Rapidinho, Futebol no Mundo, Fora de Jogo, Bate-Bola, Bola da Vez e Loucos por Futebol.